# Suvada Selimović
Suvada Selimović   (nascida em 1965, na vila de Vitinica, na Bósnia e Herzegovina) é uma ativista pela paz na Bósnia e Herzegovina, trabalhando para promover a ajuda mútua entre mulheres e para que os responsáveis pelos crimes da Guerra da Bósnia sejam julgados.

## Educação e vida pregressa
Suvada Selimović estudou na escola de comércio de Vitinica, sua cidade natal. Ela passou dez anos morando com o marido, com quem teve três filhos, na aldeia de Zvornik. Em 1º de junho de 1992, os sérvios levaram seu marido junto com outros 700 homens bósnios da aldeia, que mais tarde foram todos mortos. Esse evento foi um dos prelúdios da Guerra da Bósnia, que duraria até 1995. Suvada Selimović refugiou-se na Eslovênia, até que o Acordo de Dayton permitiu que ela regressasse à sua aldeia, em 1995. Ao regressar do exílio, foram as mulheres que reconstruíram as casas.

## Ativismo
Em 2003, Suvada Selimović lançou um programa de apoio psicológico para mulheres que viviam sozinhas com filhos pequenos, vítimas de discriminação, roubo e ridicularização. Os agressores eram pessoas, principalmente de Sarajevo, que viviam em suas casas antigas, por isso tiveram que iniciar um processo de vários anos para recuperá-las. Suvada fundou e liderou a organização Anima para trabalhar pela paz e pelo empoderamento das mulheres, mas acima de tudo, para promover a ajuda mútua entre as mulheres.
Em 2008, os restos mortais de seu marido foram encontrados em uma vala comum, em Crni vrh, na Sérvia. Mais tarde, ele foi enterrado no Memorial Gornja Kalesija, Šahbazi, na Bósnia e Herzegovina. Suvada testemunhou perante o Tribunal Feminino de Sarajevo para denunciar crimes de guerra. Ela já participou de diversos protestos para denunciar crimes e levar os culpados à Justiça, como um em 2021 com as chamadas Mulheres de Preto.

## Reconhecimento
Em 2022, Suvada Selimović foi reconhecida pela BBC como uma das 100 mulheres mais inspiradoras do mundo.